# Spin (movimento)

Moinhos de vento esfaqueados em transição para um giro para trás.

No break dance, um spin (em portugues: giro no solo) é um movimento que envolve a rotação do corpo do executor em torno de algum eixo em contato com o solo. 
É possível girar em praticamente qualquer parte do corpo, mas a pele nua geralmente causa fricção dolorosa com o chão. Para resolver este problema, é empregado o uso de pedaços de pano ou roupas almofadas.
Quando o executante usa as mãos para ajudar a acelerar o giro, isso é chamado de tapping. Um dançarino pode bater com um apoio por algumas rotações e depois deslizar para rotações subsequentes. Os giros são parte integrante das rotinas, mas alguns evitam em favor de movimentos repetidos de aparência mais complexa, para frente e para trás, após cada rotação em uma determinada direção.

## Variações
- 1990s e 2000s: são paradas de mão giratórias, também considerados powermoves.[1] O termo 1990 foi criado por Ken swift da equipe Rocksteady, mas o movimento real de girar em uma mão foi criado por Spinner dos Dynamic Rockers, que na época o chamava de hand spin. O movimento de Kenny foi um pouco diferente, onde ele subiu em um suporte de mão de um braço e caiu para um giro de ombro. O movimento de Spinner é aquele que muitos b-boys ao redor do mundo chamaram de 1990.
- Back Spin: movimento giratório na parte superior das costas. As pernas são muitas vezes dobradas no peito e o movimento é muitas vezes ligado a moinhos de vento. Este movimento foi desenvolvido por JoJo do Rock Steady Crew. O atual detentor do recorde de mais backspins é Bboy RTHYM, com um total de 92 rodadas realizadas em 3 de junho de 2021. O antigo recorde também foi detido por RTHYM com 83 rodadas.
- Hand Glide: movimento giratório com um braço. O disjuntor se equilibra em um braço que tem o cotovelo esfaqueado no tronco. A outra mão puxa o chão para girar o corpo em um círculo. O movimento geralmente é realizado com uma luva para reduzir o atrito .
  - Sideways Hand Glide: esta variação se parece com um congelamento, mas é executado na lateral após o handglide pegar velocidade que geralmente vai para o lado.
- Headspin: o corpo é equilibrado verticalmente com apenas a cabeça em contato com o chão. Esse giro é talvez o mais comumente associado ao breakdance. (congelamento infantil

- Gnee Spin: movimento giratório em um ou ambos os joelhos, normalmente geralmente na posição ajoelhada . Os disjuntores geralmente realizam congelamentos ou movimentos elegantes da parte superior do corpo enquanto giram.
- Chair Kneespin: movimento giratório em um joelho com um dos pés posicionados em frente ao joelho não giratório. O tornozelo do pé não giratório é colocado geralmente na frente do joelho giratório na posição ajoelhada. Breakers geralmente executam movimentos elegantes da parte superior do corpo enquanto executam o (Chair Kneespin) girando de volta aos pés.
- Icey-Ice: movimento giratório na posição de cadeira com a cabeça no chão.
- Side Chair Spin: movimento giratório na posição de cadeira lateral.
- Air Chair Spin: movimento giratório em uma posição de airchair - cadeira de ar.

1. ↑  «1990». The Breaks, a breaking encyclopedia. Consultado em 24 de agosto de 2022